# Premeta
Premeta is een historisch merk van motorfietsen.
Dit was een Spaans merk dat gevestigd was in Erandio, Vizcaya en dat slechts een beperkt aantal motorfietsen maakte: 125 125 cc-modellen en 125 250 cc-modellen. Het waren - volgens de kleinzoon van de producent - sterke en mooie motorfietsen. Er werd ook nog een auto ontwikkeld, maar omdat het bedrijfje de licenties voor de verkoop niet kon verwerven kwam deze niet op de markt. In welke periode het merk bestond is vooralsnog onbekend.